# 연풍레포츠공원
연풍레포츠공원은 충청북도 괴산군 연풍면 새재로 1948에 위치한 공원이다. 1992년 국민 생활증진을 목적으로 조성되어 피크닉장, 산책로, 간이운동시설 등을 갖추고 있다. 수옥정 관광지, 조령삼관문, 조령산휴양림 등이 인접하고 있다.

## 같이 보기
- 수옥정
- 괴산군
- 수옥정관광지